# سرزمین تابستان (فیلم ۲۰۲۰)
سرزمین تابستان یا سامرلند (به انگلیسی: Summerland) فیلمی محصول سال ۲۰۲۰ و به کارگردانی جسیکا سویل است. در این فیلم بازیگرانی همچون جما آرترتون، گوگو امبتا-را، لوکاس باند، دیکسی اگریکس، سیان فیلیپس، پنلوپه ویلتون و تام کورتنی ایفای نقش کرده‌اند.